# Bhikkhuni
Bhikkhuni (Pali; Sanskrit: Bhikshuni) sind buddhistische Nonnen. Der Nonnenorden ist fast ebenso alt wie der Mönchsorden der Männer (siehe Bhikkhu/Bhikshu) und steht in dessen Schatten. Der vorbereitende Stand der Novizin wird Samaneri genannt. Der Nonnenorden stellt die zweite Säule des Sangha, also der Gemeinschaft der Dharma-Praktizierenden, dar bzw. einen Zweig der „Vierfachen Versammlung“ (Pali: Parisā) von Mönchen, Nonnen, Laienanhängern und Laienanhängerinnen.
Das Verständnis von Sangha ist in den verschiedenen buddhistischen Traditionen vielfältig: Während man im südlichen Theravada-Buddhismus, etwa in Sri Lanka, Thailand, Burma oder Kambodscha, sowie im tibetischen Buddhismus darunter heute lediglich Mönche und in Ausnahmen auch Nonnen versteht, zählen in Taiwan, Korea und Vietnam starke Nonnenorden schon von Beginn an zum Sangha.

## Ordensregeln

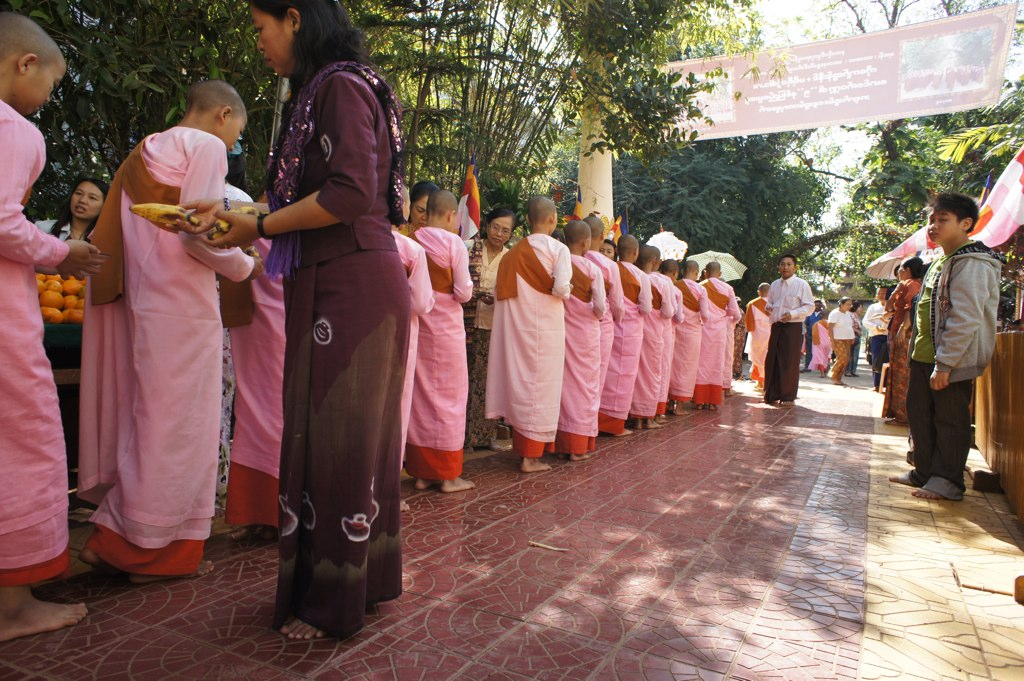
Buddhistische Nonnen (Thilashin) erhalten zur Mittagszeit in Yangon ihre Speisen

Die Regeln des buddhistischen Mönchtums, – die Buddhistischen Ordensregeln – die im Vinayapitaka festgehalten sind, weisen für Bhikkhunis einige Besonderheiten auf. Um als Bhikkhuni ordiniert werden zu können, muss ein Lebensalter von mindestens 20 Jahren erreicht sein. Die Nonne, die die Ordination leitet (Pavattini), muss ihrerseits seit mindestens zwölf Jahren Bhikkhuni sein. Fünf weitere Nonnen müssen der Ordination beiwohnen, fünf anwesende Mönche müssen sie bestätigen.
Während für Mönche 227 Regeln des Vinaya gelten, gelten für Bhikkhunis 311 Regeln, was auch in der etwas anderen Kapiteleinteilung der Ordensregeln (Patimokkha) für Bikkhuni begründet ist. Die acht Garudharmas (strikte Regeln) unterstellen den Nonnenorden dem Mönchsorden, so dass eine Bhikkhuni auch einen bedeutend jüngeren Bhikkhu ehrerbietig zu grüßen hat. Während männliche Ordensangehörige drei Gewänder besitzen dürfen, dürfen die Frauen fünf Gewänder besitzen. Während es für Männer zwei Ordinationen gibt, die Novizenordination als Samanera und die Vollordination (Upasampada) als Bhikkhu, gibt es für Frauen den Stand der Samaneri (ebenfalls mit zehn Verpflichtungen), dann eine zweijährige Übungsperiode als Sikkhamana (mit nur sechs Verpflichtungen) und ursprünglich bei Einhaltung aller Regeln die volle Ordination zur Bhikkhuni. Die „Sechs-Regel-Nonnen“ der Neuzeit, wie die „Mae Chi“ in Thailand (kahl geschorener Kopf, weiße Gewänder, 5 – 8 Regeln), waren in einigen Ländern Asiens bekannt, wurden aber kaum geachtet, da sie weder Gelegenheit für ein intensiveres Dhamma-Training noch für eine Vollordination hatten und manchmal sogar als Bettlerinnen am Rand der Gesellschaft betrachtet wurden. Auch die ab 1903 als „DSM Nonnen“ (Dasa sil mata, „10 Gelübde Mutter“) in Sri Lanka auftretenden Samaneris (10 Regeln) hatten keine Aussicht auf Vollordination und waren somit weder Upāsaka (Laienanhängerinnen) noch Bhikkhuni.

## Entwicklung

### Beginn der Frauenordination
Als die verwitwete Fürstin Mahapajapati Gotami, die Ziehmutter des Siddhartha Gautama, mit 500 Frauen in ihrem Gefolge in Vaishali an ihn herantrat, auch den Frauen den Zugang zum Ordensleben zu ermöglichen, damit sie ihr Leben ebenfalls dem Studium des Dharma und der vollkommenen Befreiung widmen könnten, zögerte er zunächst der Bitte nachzukommen. Erst auf mehrmaliges Drängen seines Schülers Ananda, der sich zum Fürsprecher der Frauen gemacht hatte, sagte der Buddha die Ordination von Pajapati und die Ordensgründung unter der Bedingung zu, dass Pajapati die Befolgung von acht besonderen Regeln für Frauen akzeptierte. Die erste Regel besagte, dass eine Nonne, unabhängig von ihrem Alter, einen Mönch, unabhängig von seinem Alter, ehrerbietig grüßen muss. Das galt auch für Pajapati gegenüber Buddha. Die für Mönche untereinander geltende Regelung sieht vor, dass der jüngere den älteren ehrerbietig grüßen und ihm Respekt erweisen muss.
Einem Mönch ist es untersagt, einer Frau (und neun weiteren Personengruppen) Ehrerbietung zu erweisen (paying homage to).
Unter den fünfhundert Frauen, die im Anschluss an Pajapati ordiniert wurden, befand sich auch Yasodhara, die ehemalige Gattin von Gautama und Mutter von Rahula. In einer späteren Geschichte, die nicht so oft erzählt wird, wandte sich Pajapati mit einer weiteren Bitte an den Buddha. Sie verlangte die Aufhebung der ersten besonderen Regel. Der Buddha lehnte ab.
Die damit verbundene Anerkennung, dass Frauen ebenso wie Männer das Ziel der buddhistischen Lehre, die vollkommene Befreiung, erreichen können, war dem im vedischen Indien stark ausgeprägten Patriarchat diametral entgegengesetzt. Auch die Prüfung der Ernsthaftigkeit des Wunsches der Frauen wird für sein Zögern ins Treffen geführt.
Dass die Therigata, die „Lieder der Nonnen“ Eingang in den Pali-Kanon, die zentralen Schriften des Buddhismus gefunden haben, wird als ein Indiz dafür genommen, wie akzeptiert der Bhikkhuni-Orden in der Frühzeit des Buddhismus war.
Auch die namentliche Wertschätzung von 13 Bhikkhunis durch den Buddha, die Erwähnung von mehr als 500 erleuchteten Frauen im Pali-Kanon und zahlreiche andere Passagen im Suttapitaka, die über die herausragende Rolle von Nonnen bei der Verbreitung des Dharma, der Lehre des Buddha handeln, beleuchten die Stellung des Nonnenordens in der Frühzeit des Buddhismus.
Insbesondere in ihrem Standardwerk „Buddhism After Patriarchy“ weist Rita Gross auf die Ungereimtheiten im Pali-Kanon von einerseits voller Anerkennung der Fähigkeit von Frauen den Mittleren Weg zu gehen, und andererseits diverser Benachteiligungen und misogyner Anmerkungen. Gross weist in diesem Zusammenhang auch auf den langen Zeitraum hin, der vom 1. Konzil bis zur schriftlichen Fixierung des Palikanon verstrichen ist. Gross vermutet Einfügungen und Veränderungen in den Jahrhunderten nach der Kanonisierung und fordert die Anwendung historisch-kritischer Methoden für das buddhistische Schrifttum.

### Der Bhikkhuni-Sangha in Sri Lanka

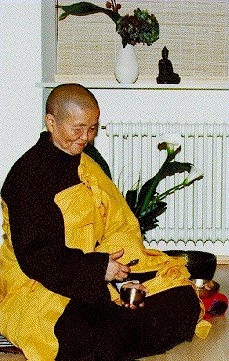
EW Chân Không

Zwei Bhikkhunis der Frühzeit spielen eine herausragende Rolle für die weitere Ausbreitung des Nonnenordens. Zum einen ist dies Sanghamitta Theri, die Tochter des großen buddhistischen Kaisers Asoka, die im 3. Jahrhundert v. u. Z. mit einer Anzahl indischer Bhikkhunis nach Sri Lanka kam, um auch dort den Nonnenorden zu errichten. Zum anderen ist dies die sri-lankische Prinzessin Anula, die mit einer Anzahl von Frauen des königlichen Hofes zu den Mitbegründerinnen des Nonnenordens in Sri Lanka zählt. Im Jahr 434 wird eine Gruppe von 10 Bhikkhunis aus Sri Lanka unter der Leitung von Bhikkhuni Davasara eingeladen, um den Nonnenorden in China zu begründen. 300 chinesische Frauen werden in Nanjing ordiniert. Von dort breitet sich der Orden alsbald nach Korea und Vietnam aus. Die kriegerischen Ereignisse um die Jahrtausendwende bringen auch in Sri Lanka die Auslöschung der beiden buddhistischen Orden um 1050 mit sich. Während der Mönchsorden durch Bhikkhus aus Siam wiedererrichtet wurde, gelang dies für den Orden der Bhikkhunis erst gegen Ende des 20. Jahrhunderts. Die erste, noch umstrittene Vollordination von Bhikkhunis aus Sri Lanka fand mit einigen durch Havenpola Ratanasara Mahathera ausgewählten ceylonesischen Dasa sil matas in Los Angeles 1988 statt. Am 8. Dezember 1996 organisierte der Ehrwürdige Mapalagama Vipulasara Mahathera in Sarnath, Indien die Vollordination von 10 Dasa sil matas. Die notwendige Unterstützung erhielten sie dabei den Regeln entsprechend von Nonnen und Mönchen aus Korea sowie von Mönchen aus Sri Lanka. Die Tradition der koreanischen Nonnen geht ursprünglich auf Nonnen aus Sri Lanka zurück. Mit der ersten Vollordination auf ceylonesischem Boden, schließlich am 12. März 1998 in Dambulla gilt nach allgemeiner Ansicht die Nonnen-Vollordination im Theravada als endgültig wieder etabliert.

### Bhikkhunis im 21. Jahrhundert
Während der buddhistische Nonnenorden im 20. Jahrhundert fast auf Vietnam, Taiwan, Hongkong und Südkorea beschränkt war, wo er in der zweiten Hälfte des Jahrhunderts einen bemerkenswerten Aufschwung erlebte (in Orden wie Tzuchi und Foguangshan übersteigt die Anzahl der Nonnen die der Mönche um ein Mehrfaches), kam es unter dem Einfluss westlich gebildeter Buddhistinnen und Buddhisten in Asien und westlicher Anhängerinnen und Anhänger zu einer beträchtlichen Belebung des Bhikkhuni-Ordens. Neben den Pionierinnen, der Thailänderin Voramai Kabilsingh, sowie deren Tochter, Chatsumarn Kabilsingh (Bhikkhuni Dhammananda), gehören zu den Wegbereiterinnen des Bhikkhuni Sangha in aller Welt die deutsche Nonne Ayya Khema, die amerikanische Nonne Pema Chödrön und die aus England stammende Tenzin Palmo. Mit der 1987 in Bodhgaya gegründeten Organisation Sakyadhita („Töchter des Buddha“) haben sowohl Frauen, die den Ordensweg beschreiten wollen, als auch Frauen, die dem mittleren Weg im Alltag folgen möchten, eine starke, weltweit hörbare Stimme erhalten. Die 8. Sakyadhita-Konferenz in Seoul 2004 wurde von hunderten Frauen aus 30 Ländern besucht und hat dies Netzwerk buddhistischer Frauen zu einer einmaligen Organisation in der buddhistischen Welt gemacht – nicht nur wegen der Wiederherstellung der gleichwertigen Rolle der Frauen im Buddhismus, sondern auch wegen ihres alle buddhistischen Traditionslinien transzendierenden kommunikativen Charakters. Die 9. Sakyadhita-Konferenz in Kuala Lumpur, Malaysia (2006), die unter dem Motto „Buddhistische Frauen in einer globalen multikulturellen Gesellschaft“ stand, hat neben den bisher schon stark vertretenen Frauen des asiatischen, nordamerikanischen und westeuropäischen Buddhismus auch afro-amerikanische, südost- und osteuropäische Frauen zu Wort kommen lassen. Die 10. Sakyadhita-Konferenz fand 2008 in Ulan Bator in der Mongolei statt; das Motto lautete „Buddhism in Transition: Tradition, Changes, and Challenges“.
Einer Anregung des Dalai Lama folgend, wurde im Herbst 2005 ein Komitee westlicher Nonnen gegründet (The Committee of Western Bhikshunis), um die Ordination von buddhistischen Nonnen in Tibet voranzutreiben. Seine Mitglieder sind: Ven. Bhiksuni Tenzin Palmo, Ven. Bhiksuni Pema Chodron, Ven. Bhiksuni Karma Lekshe Tsomo, Ven. Bhiksuni Thubten Chodron, Ven. Bhiksuni Jampa Tsedroen und Ven. Bhiksuni Ngawang Dolma. Alle sechs verfügen über eine Gelongma Ordination. Die acht Garudharmas sind kein Thema, es geht vor allem um die Möglichkeit der Frauen, einen buddhistischen Doktortitel (Geshe) zu erwerben.

## Bhikkhuni in Theravada- und Mahayana-Buddhismus

### Theravada
Heute gibt es Bhikkhuni, also die vollordinierten weiblichen Ordensangehörigen, wieder in den meisten buddhistischen Traditionen, wenngleich sie in den Herkunftsländern und der Sangha im Ganzen nicht anerkannt sind, auch wenn man im Westen ein anderes Bild darstellt, oder sehen möchte. Während der Nonnenorden in der Mahayana-Tradition, insbesondere in der chinesischen und koreanischen, seit seinen Anfängen im 5. Jahrhundert eine ununterbrochene Tradition aufweisen kann, (das Gleiche gilt für Vietnam) ist er in den Ländern des Theravada-Buddhismus (Sri Lanka, Myanmar, Thailand, Laos und Kambodscha) nach wie vor ein ungewöhnliches Phänomen, da die Sangha dieser Länder der Vinaya folgt, und wie im Theravada traditionell, sich wenig mit Abänderungen anfreunden kann. Ein „Wiederherstellen“ einer einmal verloren gegangenen Lineage, und dieses gilt für den Mönchsorden genau so, kann gemäß den von Buddha festgelegten Regeln nicht erfolgen. Diese Haltung ist keine neue, sondern eine der Theras seit Jahrhunderten.
Zwar gab es auf Sri Lanka einen Nonnenorden der Theravada-Tradition, der dort seit der Gründung durch Sanghamitta mehr als 1000 Jahre Bestand hatte, allerdings wurde die Ordinationslinie auch dort unterbrochen. Da zur Ordination Mönche und Nonnen benötigt werden, werden Gruppen wie die Mae Chi (Weiße Nonnen) immer noch nicht umfassend anerkannt, wenngleich dieses Problem durch Ordination von verbliebenen Mahayana-Nonnenorden gelöst werden könnte.
Seit 1996 gilt der Bhikkhuni-Sangha als wiederhergestellt. Ausgehend von Sri Lanka, kann nun der Bhikkhuni-Orden auch in den anderen Ländern wieder Fuß fassen, in denen der Theravada-Buddhismus praktiziert wird, allen voran Thailand, wo es bis vor kurzem nur den Orden der Mae Chi gab. Schon 1928 hatte es in Thailand eine erste Initiative zur Einführung des Bhikkhuni-Ordens gegeben, als Narin Klung seine beiden Töchter, Sara und Jongdi ordinieren ließ und ihnen sein Haus als 'Wat Nariwong' überließ. Die Widerstände von Mönchs-Sangha, Politik und Medien waren massiv. Als schließlich Sara beim morgendlichen Almosengang von einem Berittenen entführt wurde, kam dieses Experiment zu einem Ende. Der damalige Sangharaja erließ daraufhin ein (noch heute gültiges) Edikt das allen Mönchen Thailands die Ordination von Frauen verbot.
Eine besser vorbereitete Initiative gab es 1956 durch Voramai Kabilsingh, unterstützt durch Pra Prommuni, dem stellvertretenden Abt des Wat Bowonniwet, der auch ein Lehrer des Königs (Rama IX.) war. Die in der Farbe deutlich von den Mönchsroben unterschiedene hellgelbe Farbe der Nonnenrobe führte 1960 bei den Beratungen im Ältestenrat, dem auch Pra Prommuni angehörte, dazu, dass diese Initiative nicht verboten wurde. Ihre Vollordination 1971 in Taiwan machte sie zur ersten gültig ordinierten Bhikkhuni in Thailand, wobei sich der Sangha auf den Standpunkt stellte, dass sie nun eine Mahayana-Nonne wäre. Voramai Kabilsingh (Dhammaname: Maha Bodhi Dhammacaya) kaufte Land und begründete ihren Tempel, der noch heute besteht.
2001 war die Zeit reif für ihre Tochter Chatsumarn Kabilsingh, die sich als Religionswissenschaftlerin intensiv mit den buddhistischen Ordensregeln auseinandergesetzt hatte. Sie nahm ordnungsgemäß ihre erste Ordination in Sri Lanka, wo die Frauenordination inzwischen wieder voll etabliert worden war und wurde schließlich 2003 dort zur Dhammananda Bhikkhuni ordiniert. Seither fungiert sie als Äbtissin, des von ihrer Mutter geschaffenen Tempels 'Songdhammakalyani'.

### Mahayana
Während auch in China und Japan, Vietnam und Korea die Machtstrukturen des Buddhismus zum größten Teil eine Domäne der Männer waren, gab es dennoch auch dort Nonnengemeinschaften. Unter den ersten buddhistischen Geistlichen, die nach Japan kamen, waren bereits Nonnen.
Im Ritsuryō-Buddhismus Japans zur Zeit Shōmu-Tennōs während der Nara-Zeit gab es das System der Provinztempel bzw. Landesschutztempel (Kokubun-ji), von denen jeweils zwei pro Provinz bestanden: ein Mönchs- und ein Nonnentempel. Ein ähnliches System von Nonnentempeln scheint parallel zum Fünf-Berge-System des Zen existiert zu haben. Einige Tempel wie der Tōkei-ji nahmen auch Frauen als Nonnen auf, die aus ihrer Ehe flohen. Tempel oder Klöster, in denen Frauen Unterschlupf finden konnten, hießen Kakekomi-dera (駆け込み寺). In manchen dieser Tempel konnten Frauen sogar von sich aus eine offizielle Scheidung ihrer Ehe erwirken, diese Heiligtümer hießen Enkiri-dera (縁切り寺). Neben dem Tōkei-ji gehörte noch der Mantoku-ji (満徳寺) dazu.
In Tibet war es nie zur Ausprägung eines Ordens voll ordinierter Nonnen gekommen. Erst Tenzin Gyatso, der 14. Dalai Lama, setzte sich dafür sehr nachdrücklich ein, da insbesondere westliche Frauen, die in tibetischen Linien praktizierten, den Schritt zu einer vertieften Praxis als voll Ordinierte ebenso machen wollten, wie westlichen Männern dies ohne weiteres möglich war. Bezüglich des Problems, dass eine gültige Ordination von Frauen auch der Anwesenheit von Bhikkhunis bedarf – die es bis vor kurzem weder in Sri Lanka noch in Tibet und schon gar nicht in Amerika oder Europa gab – bot der Dalai Lama mit dem Hinweis auf die voll ordinierten Bhikkhunis in Hongkong und Taiwan eine mögliche Lösung an. Der letztendlich ergebnislose Verlauf des sogenannten Hamburger Nonnen-Kongresses von 2007, war für alle Beteiligten und Befürworter einer Wieder-Gleichstellung der Frauen im Buddhismus eine massive Enttäuschung.